# David Frölund
David Anders Frölund, wcześniej David Marek, urodzony jako David Dobrzelak (ur. 4 czerwca 1979 w Biskopsgården) – szwedzki piłkarz pochodzenia polskiego występujący na pozycji pomocnika. Zawodnik klubu Ljungskile SK. 

## Kariera klubowa
Frölund karierę rozpoczynał w 1998 roku w pierwszoligowym zespole BK Häcken. Spędził tam sezon 1998, w ciągu którego nie rozegrał tam jednak żadnego spotkania. W 1999 roku odszedł do Örgryte IS, także grającego w pierwszej lidze. Zadebiutował w niej 5 lipca 2000 w przegranym 0:2 meczu z BK Häcken. W sezonie 2000 wraz z zespołem zdobył Puchar Szwecji, a w sezonie 2002 zajął 3. miejsce w lidze. Barwy Örgryte reprezentował przez sześć sezonów.
W 2005 roku Frölund wrócił do BK Häcken. W sezonie 2006 spadł z nim do drugiej ligi, ale w sezonie 2008 awansował z powrotem do pierwszej. W 2009 roku zmienił nazwisko z Marek na Frölund . W sezonie 2012 wraz z Häcken wywalczył wicemistrzostwo Szwecji. W BK Häcken występował przez 11 sezonów. W 2016 roku odszedł do drugoligowego Ljungskile SK.

## Kariera reprezentacyjna
W reprezentacji Szwecji Frölund wystąpił jeden raz, 18 lutego 2003 w zremisowanym 1:1 towarzyskim meczu z Koreą Północną.